# Vittorio Amedeo Cignaroli

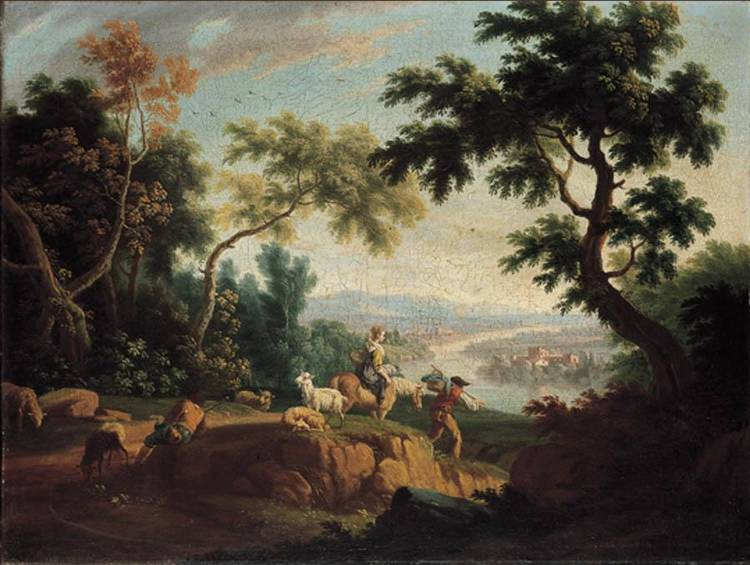
Vittorio Amedeo Cignaroli, Paesaggio con viaggiatori

Vittorio Amedeo Gaetano Cignaroli (Torino, 1730 – Torino, 17 febbraio 1800) è stato un pittore italiano.

## Biografia
Figlio di Scipione Cignaroli e di Marianna Ceretti, Vittorio Giuseppe Gaetano era detto Vittorio Amedeo in ossequio al Re, suo "padrino": "Sua Altezza Serenissima Vittorio Amedeo di Savoia marchese di Susa", figlio di Vittorio Amedeo II. Nacque nel 1730, iniziò il suo apprendistato nella bottega del padre, già attivo alla corte dei Savoia, e sposò la figlia dello scultore Francesco Ladatte, Rosalia. Diciannovenne iniziò a lavorare alla Reggia di Venaria, in qualità di paesaggista. Ha operato presso la corte del Savoia dal 1749 sino al 1794.
Ha lavorato per arazzi tra il 1753 ed il 1763, fornendo cartoni raffiguranti scene campestri e boscherecce. Nel 1750 ha terminato alcune sovrapporte, lambris e "controfornelli" per il Castello della Venaria, che sono in gran parte andati perduti. Nel 1763 ha dipinto per il Castello di Stupinigi e nel 1771 vi ha realizzato scene di caccia ed altre sovrapporte, considerate tra le sue migliori opere. Tra questi dipinti c'è la Caccia al cervo. Nel 1774 è stato attivo presso il Castello di Moncalieri, coadiuvato dal figlio Angelo, per dipingere sovrapporte.
A Stupinigi ha realizzato dipinti raffiguranti "cacce" della corte sabauda, in totale nove tele. Lo stesso anno, dopo aver anche lavorato al Castello di Moncalieri, è nominato professore alla Reale Accademia di pittura e scultura di Torino e "pittore di corte" dal Re di Sardegna Vittorio Amedeo III, con stipendio di L. 300. Nel 1794 ha lavorato al Castello di Rivoli, realizzando alcuni lavori per la camera di Madama Beatrice. 
Fu pittore di moda nella sua epoca, realizzando, come suo padre, paesaggi "a boscherecce ", idealizzati e di sapore arcadico, in ossequio ai gusti della committenza dell'epoca, in prevalenza aristocratici, dignitari di corte e principi appartenenti alla famiglia reale dei Savoia. Intorno a lui si formò una vera e propria scuola, nella quale si inserì anche suo figlio Angelo Antonio il quale, sulla scia della fama della famiglia, operò anch'esso presso la Corte dei Savoia.
Al seguito dei duchi del Genevese e di Moriana, realizzò paesaggi della Savoia e decorò i loro appartamenti. Molte sue opere sono andate perse, in particolare alla Venaria e all'Eremo di Torino; altre sono presso privati e gallerie d'arte, altre ancora sono visibili in dimore nobiliari - come il Palazzo Barolo ed il palazzo Chiablese - nel Museo di Arti decorative Accorsi - Ometto, in alcune Regge dei Savoia come la Villa d'Agliè e al Museo Civico della Città di Agliè, grazie a un cospicuo dono di Ambrogio della Chà. Sono esposte 2 opere accreditate alla famiglia Cignaroli al Grand Hotel Sitea di Torino. All'estero alcune sue opere sono visibili nel Canton Ticino, al Santuario della Madonna del Sasso.